# Isabelino Gradín
Isabelino Gradín (* 8. Juli 1897 in Montevideo; † 21. Dezember 1944) war ein uruguayischer Fußballspieler und Leichtathlet.

## Fußball

### Verein
Stürmer Gradín, dessen Vorfahren aus Afrika und dort wohl aus dem Kongo, Angola oder aber aus dem Volk der Mandinka stammten, gehörte von 1915 bis 1921 dem in der Primera División antretenden montevideanischen Verein Peñarol an. 1918 und 1921 feierte seine Mannschaft jeweils den Gewinn der uruguayischen Meisterschaft.
1915, 1917 und 1921 behielten die Aurinegros zudem bei der Copa Albion die Oberhand, während für das Jahr 1916 der Triumph bei der Copa Competencia und der Copa Competencia Internacional, der Copa La Transatlántica, der Copa Aniversario, der Copa Jockey Club und der Copa Club Uruguay verzeichnet sind. 1918 holte man jeweils die Trophäe bei der Copa de Honor, der Copa de Honor Internacional, der Copa Montevideo und der Copa Tortoni. 1921 sicherte sein Verein überdies den Sieg bei der Copa Baltasar Brum.
In persönlicher Hinsicht werden für Gradín 101 erzielte Tore in 212 für die Aurinegros bestrittenen Partien geführt.

### Nationalmannschaft
Gradín war auch Mitglied der uruguayischen A-Nationalmannschaft. Insgesamt absolvierte er von seinem Debüt am 18. Juli 1915 bis zu seinem letzten Spiel für die Celeste am 14. Juli 1927 24 Länderspiele. Dabei schoss er zehn Tore.
Gradín nahm mit der Nationalelf an den Südamerikameisterschaften 1916, 1917 und 1919 teil. 1916 und 1917 gewann Uruguay den Titel. 1919 scheiterte sein Heimatland knapp und wurde Zweiter. Bei seiner ersten Teilnahme absolvierte er alle drei Begegnungen und wurde mit drei erzielten Treffern alleiniger Torschützenkönig des Turniers. Während ihm im Folgejahr nur die Rolle des unberücksichtigten Ersatzspielers blieb, bestritt er bei der Veranstaltung des Jahres 1919 vier Partien und steuerte zwei Tore bei.
Überdies siegte er mit der heimischen Nationalelf auch bei der Copa Gran Premio de Honor Uruguayo 1918.

## Leichtathletik
Parallel zu seiner Fußballkarriere war Gradín auch als Leichtathlet aktiv und erfolgreich. So gewann er 1918 beim Campeonato de Iniciación eine Goldmedaille über 400 Meter und die Bronzene über die 200-Meter-Strecke. Im Folgejahr sicherte er sich bei den Leichtathletik-Südamerikameisterschaften zwei Goldmedaillen über eben jene Sprint-Distanzen und wiederholte diesen Erfolg auch bei den Leichtathletik-Südamerikameisterschaften 1920, bei denen mit Andrés Mazzali ein weiterer uruguayischer Fußballspieler fernab des Fußballs erfolgreich war. Zudem fügte Gradín in jenem Jahr den Titel in der 4-mal-400-Meter-Staffel seiner Erfolgsstatistik hinzu. Im Vorjahr hatte sich Uruguay unter seiner Mitwirkung bereits die Silbermedaille erlaufen. Ebenfalls bei den als Lateinamerikameisterschaften bezeichneten inoffiziellen Südamerikameisterschaften 1922 sicherte er sich die Goldmedaille über 400 Meter.

## Ehrungen
In Montevideo ist in der Ciudad Vieja mit der Plaza Isabelino Gradín ein Platz nach ihm benannt. Dort wurde ihm zu Ehren auch eine Erinnerungsstele von der Intendencia Municipal von Montevideo (IMM) auf Ermächtigung der Junta Departamental Montevideos angebracht.

## Erfolge

### Fußball
- Südamerikameister: 1916, 1917
- Copa Gran Premio de Honor Uruguayo (1918)
- Uruguayischer Meister (1918, 1921)

### Leichtathletik
- Gold beim Campeonato de Iniciación über 400 m (1918)
- Südamerikameister über 200 m (1919, 1920)
- Südamerikameister über 400 m (1919, 1920)
- Südamerikameister mit der 4-mal-400-Meter-Staffel (1920)
- Lateinamerikameister über 400 m (1922)